# 高須町 (堺市)
高須町（たかすちょう）は、大阪府堺市堺区にある地名。2020年現在の行政地名は高須町一丁から高須町三丁。住居表示は実施済み。

## 地理
堺区の北部に位置する。東は香ヶ丘町、南は北清水町、西は北旅籠町東、北は砂道町。西から順に一丁～三丁がある。

## 歴史

### 沿革
- 1939年（昭和14年）、堺市遠里小野町・香ヶ丘町の各一部より成立。
- 1950年（昭和25年）、香ヶ丘町の一部を編入[6]。
- 2006年（平成18年）、堺市が政令指定都市に移行し、行政区を設置。高須町は堺区の所属となる。

## 世帯数と人口
2024年（令和6年）3月31日現在の世帯数と人口は以下の通りである。
| 丁目       | 世帯数  | 人口  |
| ---------- | ------- | ----- |
| 高須町一丁 | 0世帯   | 0人   |
| 高須町二丁 | 39世帯  | 62人  |
| 高須町三丁 | 102世帯 | 172人 |
| 計         | 141世帯 | 234人 |

### 人口の変遷
国勢調査による人口の推移。
| 1995年（平成7年）  | 323人 | [ 7 ]  |  |
| 2000年（平成12年） | 305人 | [ 8 ]  |  |
| 2005年（平成17年） | 277人 | [ 9 ]  |  |
| 2010年（平成22年） | 230人 | [ 10 ] |  |
| 2015年（平成27年） | 242人 | [ 11 ] |  |
| 2020年（令和2年）  | 248人 | [ 12 ] |  |

### 世帯数の変遷
国勢調査による世帯数の推移。
| 1995年（平成7年）  | 144世帯 | [ 7 ]  |  |
| 2000年（平成12年） | 149世帯 | [ 8 ]  |  |
| 2005年（平成17年） | 140世帯 | [ 9 ]  |  |
| 2010年（平成22年） | 118世帯 | [ 10 ] |  |
| 2015年（平成27年） | 127世帯 | [ 11 ] |  |
| 2020年（令和2年）  | 134世帯 | [ 12 ] |  |

## 学区
市立小・中学校に通う場合、学区は以下の通りとなる。
| 丁         | 番地 | 小学校           | 中学校             |
| ---------- | ---- | ---------------- | ------------------ |
| 高須町一丁 | 全域 | 堺市立錦綾小学校 | 堺市立浅香山中学校 |
| 高須町二丁 | 全域 | 堺市立錦綾小学校 | 堺市立浅香山中学校 |
| 高須町三丁 | 全域 | 堺市立錦綾小学校 | 堺市立浅香山中学校 |

## 事業所
2021年（令和3年）現在の経済センサス調査による事業所数と従業員数は以下の通りである。
| 丁         | 事業所数 | 従業員数 |
| ---------- | -------- | -------- |
| 高須町一丁 | 8事業所  | 294人    |
| 高須町二丁 | 9事業所  | 120人    |
| 高須町三丁 | 10事業所 | 44人     |
| 計         | 27事業所 | 458人    |

## 交通

### 鉄道
- 南海電気鉄道南海高野線 - 浅香山駅

### 道路
- 大阪府道30号大阪和泉泉南線

## 施設
- コーナン堺高須店
- 万代堺高須店

## 郵便
- 郵便番号：590-0003[3]（集配局：堺郵便局[15]）。

## ギャラリー

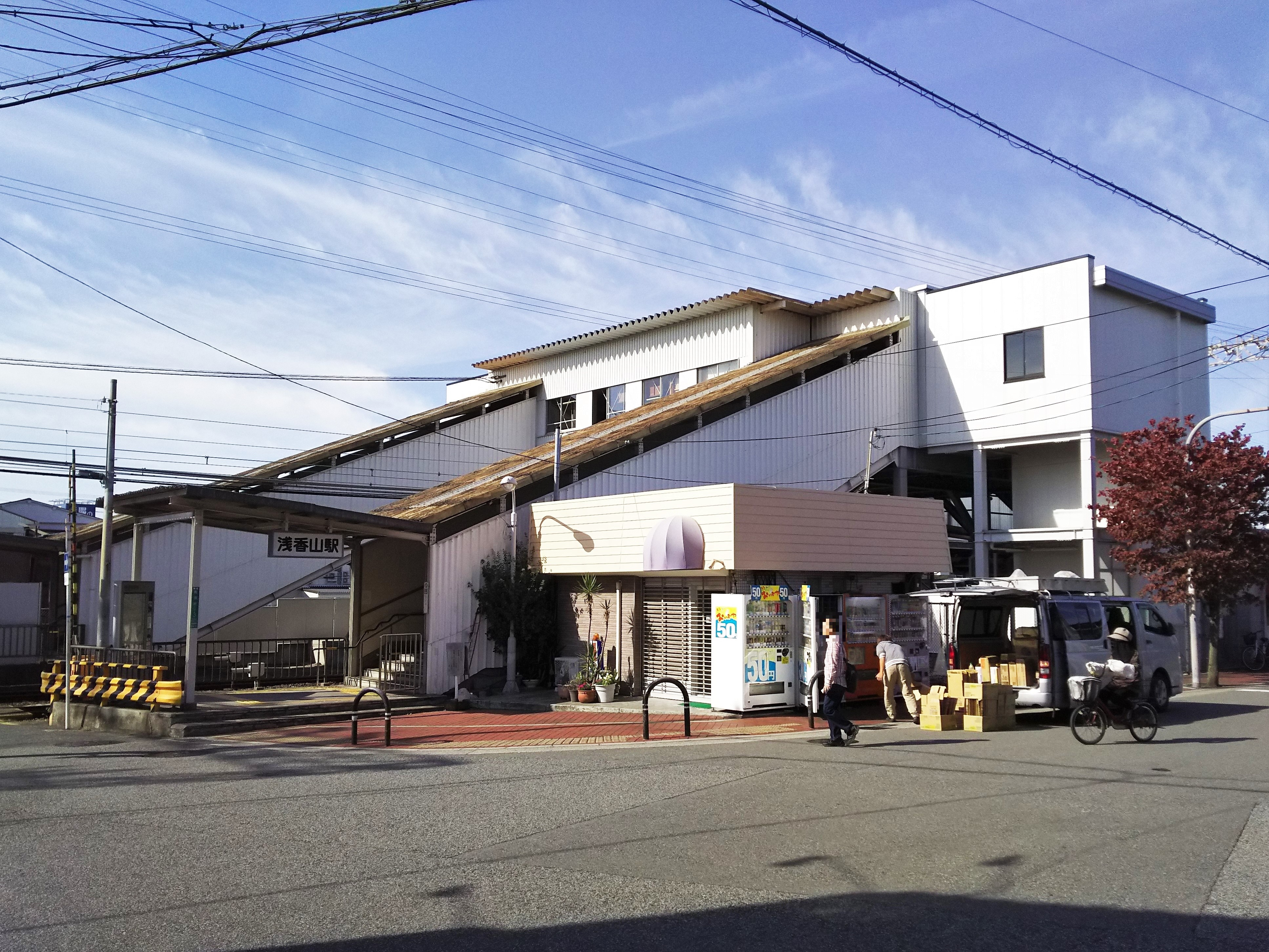
南海高野線浅香山駅